# David A. Sinclair
David Andrew Sinclair AO (født 26. juni 1969) er en australsk-amerikansk biolog og forsker, der er kendt for sin forskning i aldring og epigenetik. Sinclair er professor i genetik på Harvard Medical School og er co-director på Paul F. Glenn Center for Biology of Aging Research. Han er slået til officier i Order of Australia (AO).
Sinclair har optrådt i Time magazine, The New York Times, The Charlie Rose Show, 60 Minutes, Boston magazine, The Washington Post, The Economist, TED og The Joe Rogan Experience.